# Gräfenbergbahn
A Nürnberg Nordost–Gräfenberg-vasútvonal, vagy más néven a Gräfenbergbahn egy egyvágányú, nem-villamosított, 28 km hosszú vasútvonal Nürnberg és Gräfenberg  között Bajorországban.
A vasútvonalat a megszüntetés fenyegette, de a civil összefogásnak hála megmenekült. Korszerűsítették, aminek hála a menetidő is rövidült, az utasszám pedig növekedésnek indult. A forgalmat a DB Regio látja el.

## Járművek
- 2008. decemberig és 2009. decembertõl: VT 642 Siemens Desiro dízel motorkocsi a DUEWAG-tól,
- 2008. december és 2009. december között: VT 648.3 Lint 41 Alstom dízel motorkocsi

## Képgaléria

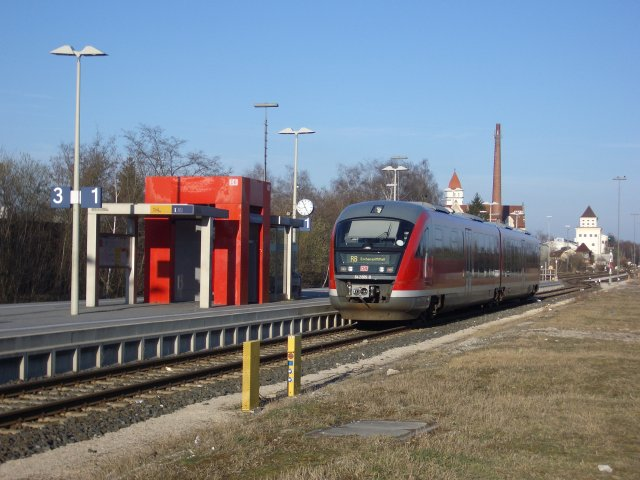
Nürnberg Nordost, a vonal kezdőpontja
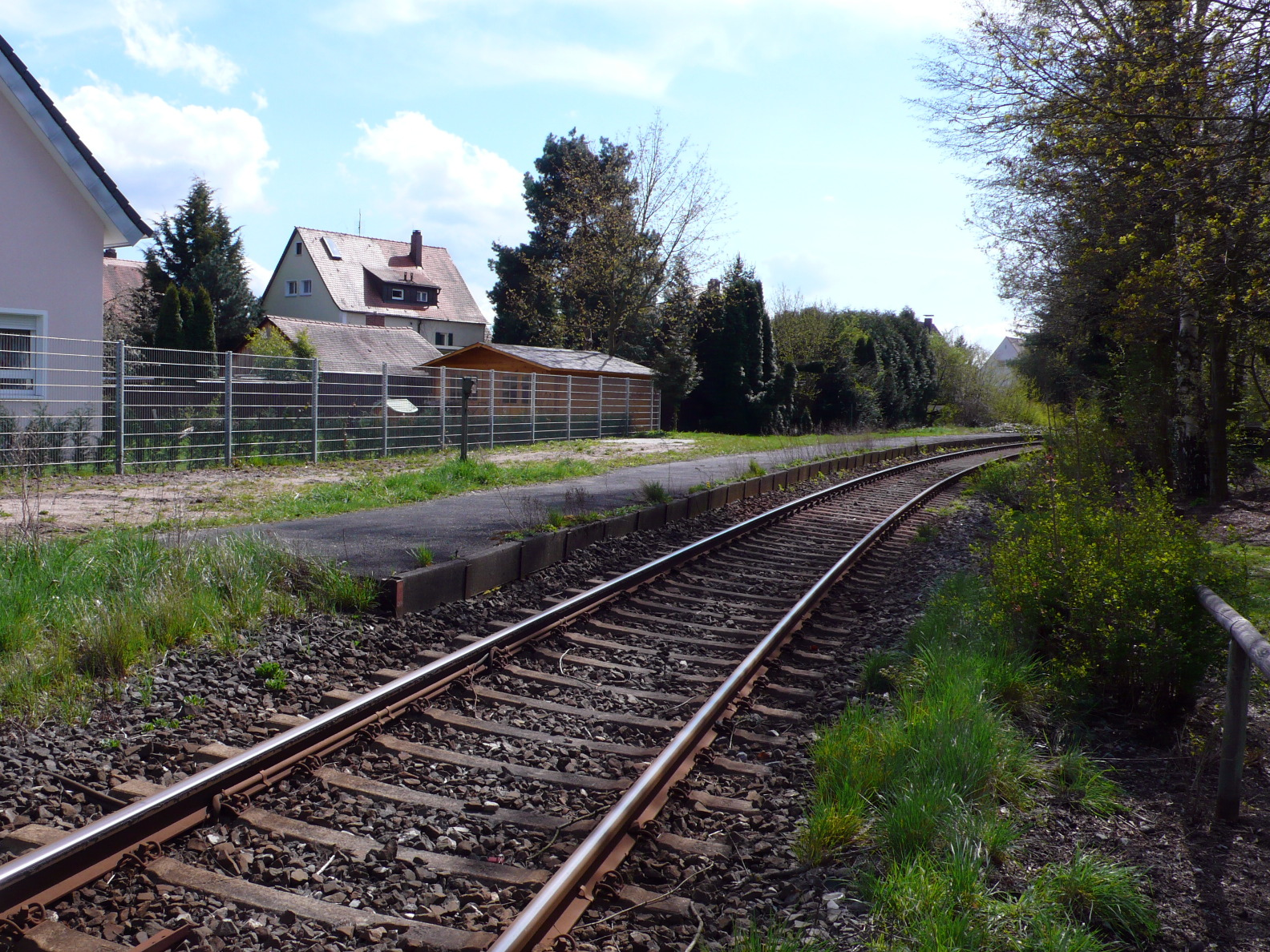
Nürnberg-Buchenbühl
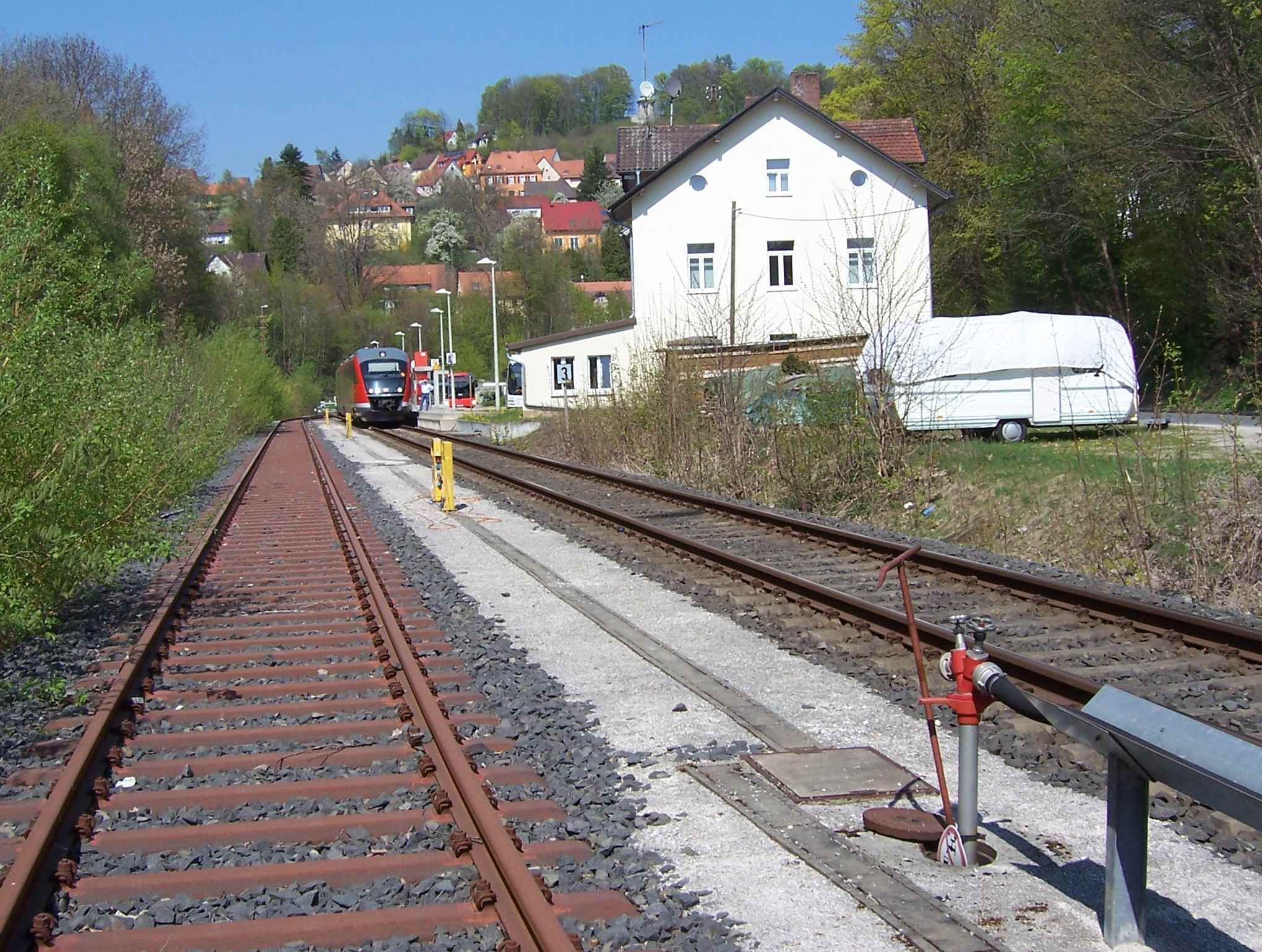
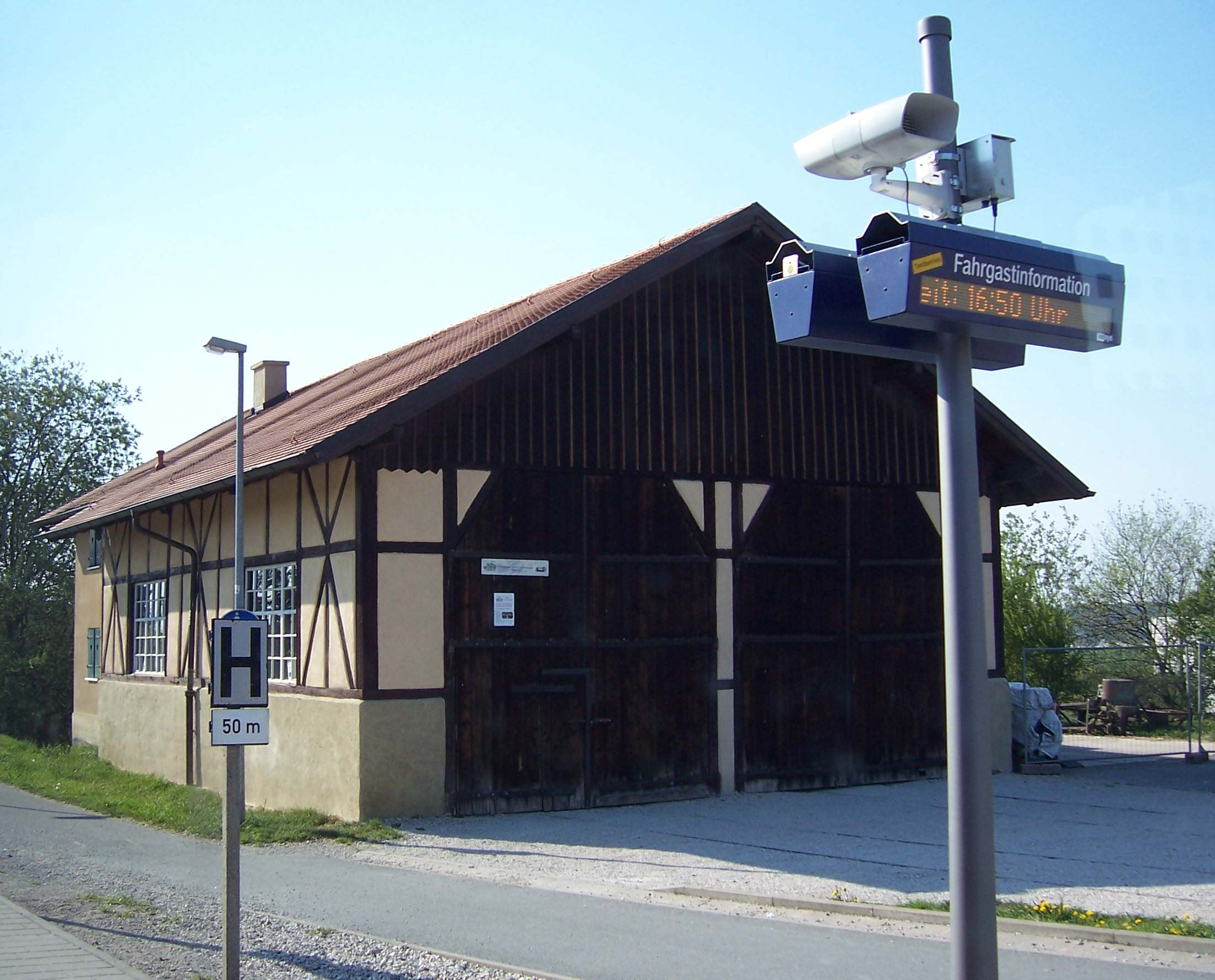
Eschenau